# Panurginus albopilosus
Panurginus albopilosus là một loài Hymenoptera trong họ Andrenidae. Loài này được Lucas mô tả khoa học năm 1846.